# Rodjaraeg Wattanapanit
Rodjaraeg Wattanapanit és una activista tailandesa pro drets humans, per la igualtat de gènere i la democràcia.
El 2011 va cofundar l'organització sense ànim de lucre Creant Conscienciació per la Millora Democràtica (coneguda en anglès com a CAFÉ Democracy, acrònim de «Creating Awareness for Enhanced Democracy»), amb la finalitat de promoure el lliure intercanvi d'idees. Cursà estudis superiors a la Universitat de Payap. També és propietària d'una llibreria anomenada Book Republic, la qual cofundà el 2011 i que serveix com a punt de trobada i debat d'intel·lectuals i activistes democràtics a Tailàndia. En el marc de la repressió política que seguí el cop d'estat del 2014, fou enviada fins a dues vegades a campaments militars per a "reajustament d'actitud", i fou obligada a tancar la seva llibreria i a signar un document renunciant a qualsevol activitat política. Malgrat tot, en sortir-ne el 2015 va reprendre la seva activitat.
El 2016 va rebre el Premi Internacional Dona Coratge de mans del secretari d'Estat dels Estats Units John Kerry, esdevinguent la primera dona tailandesa a rebre aquest guardó.